# Ismat T. Kittani
Ismat Taha Kittani (arabisch عصمت طه كتاني, DMG ʿIṣmat Ṭāhā Kittāniyy; * 5. April 1929 in Amadia, Irak; † 23. Oktober 2001 in Genf, Schweiz) war ein irakischer Diplomat.
Er trat 1952 in den Auswärtigen Dienst ein und war von 1961 bis 1964 Gesandter seines Landes bei den Vereinten Nationen in Genf. Von 1964 bis 1975 war er Beamter bei den Vereinten Nationen und hoher Mitarbeiter von UN-Generalsekretär Kurt Waldheim. Von 1980 bis 1985 war er Staatssekretär im irakischen Außenministerium. Während dieser Zeit war er auch Präsident der 36. UN-Generalversammlung (1981/82). Er diente von 1985 bis zu seinem Ausscheiden 1989 als irakischer UN-Botschafter.
Danach war er Berater des Generalsekretärs Javier Pérez de Cuéllar (1989–1991); später wurde er von Boutros Boutros-Ghali zum Sonderbeauftragten für Somalia ernannt. Auch für Kofi Annan war er Berater.